# 阿古尼灣虹銀漢魚
阿古尼灣虹銀漢魚，為輻鰭魚綱銀漢魚目虹銀漢魚科的其中一種，分布於印尼西巴布亞省Jasu河流域，為熱帶魚類，體長可達7.3公分，棲息雨林的流動溪流，生活習性不明。

## 擴展閱讀
維基物種上的相關：阿古尼灣虹銀漢魚